# Viola da braccio

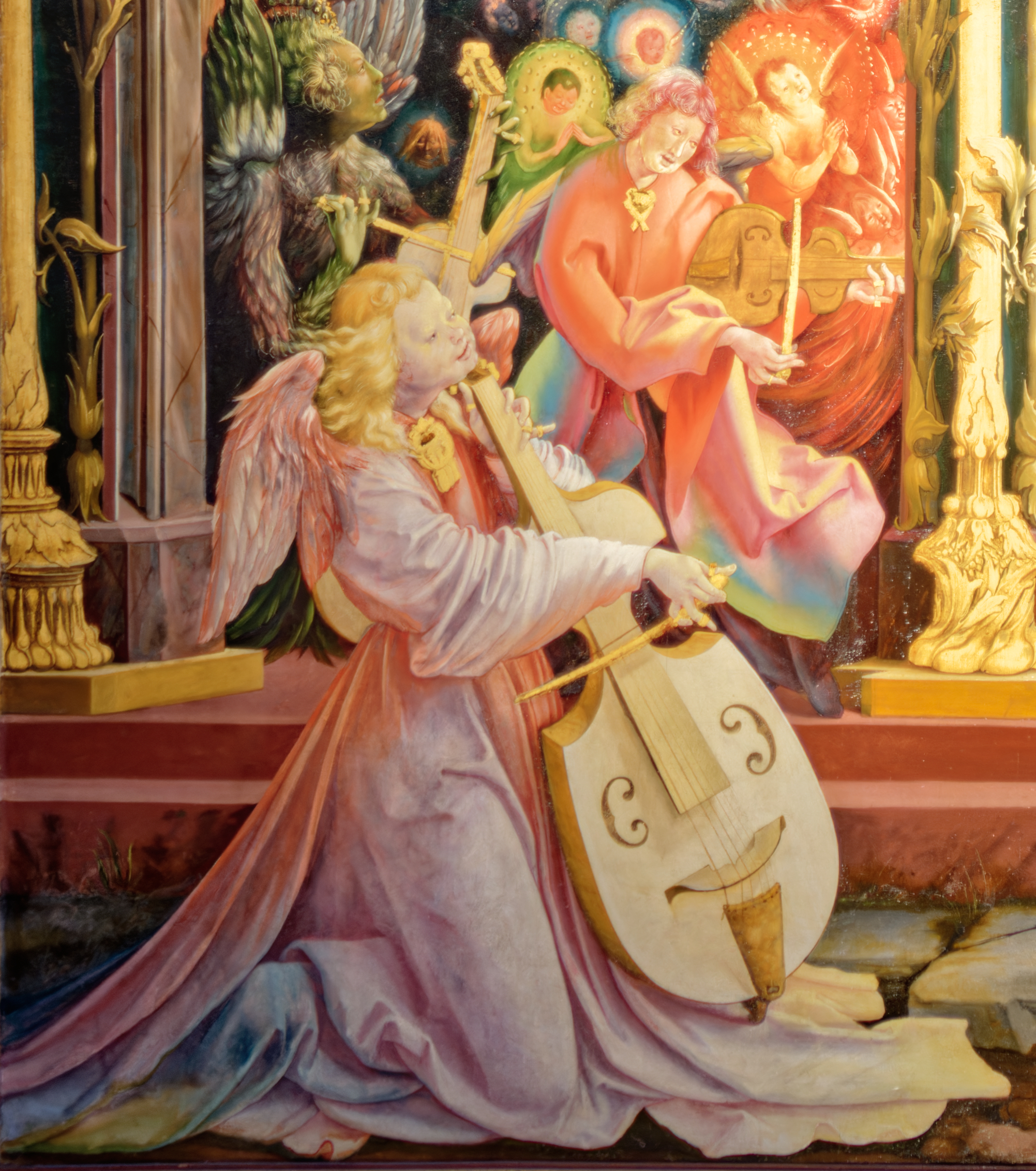
Fragment del retaule de l'altar d'Issenheim -obra de Grünewald- on es pot apreciar una viola d'arc a primer terme i una viola da braccio al fons.

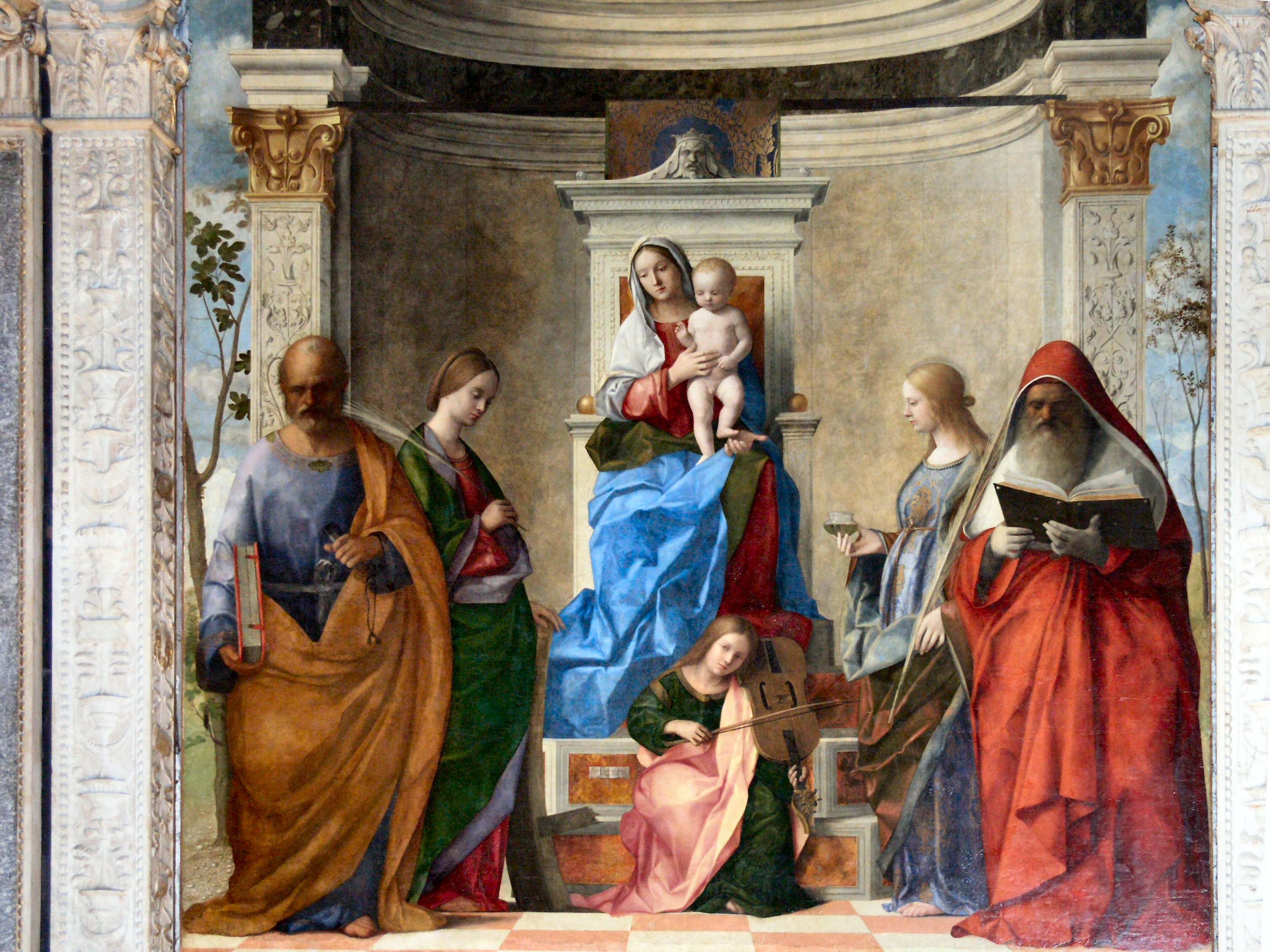
Àngel tocant una viola da braccio al retaule titulat Sacra conversazione, pintat per Giovanni Bellini per a l'església de San Zaccaria, de Venècia.

La viola da braccio és un instrument de corda fregada, propi dels segles xvi i xvii, membre de la família del violí. La denominació da braccio -és a dir de braç- era la forma de diferenciar-la de la viola da gamba -és a dir de cama- en referència a l'extremitat en què es recolzava l'instrument per tocar-lo, era una de les maneres més habituals en el segle xvi de distingir el violí de la viola d'arc. Tal com sembla deduir-se de la partitura impresa l'any 1609 de L'Orfeo de Monteverdi, uns passatges a cinc parts que, amb tota certesa, havien estat pensats per a dos violins, dues violes i un baix, estan totes etiquetades de manera col·lectiva com a viole da braccio. Més tard, a mesura que va anar avançant el segle, es va fer més habitual que el nom es reservés als membres de la família de tessitura contralt, tenor i baix (aquests darrers de dimensions considerables per a donar aquesta tessitura greu), mentre que el membre de tessitura soprano -i per tant més petit- rebia el nom, diminutiu, de violino violí. Una sonata de Clemens Thieme (1631-1668) que va ser composta vers el 1660 consta que era per a dos violini, dues trombetti (trompetes) i quatre viole di braccio, tot i que les seves tessitures són les pròpies del contralt, el tenor i el baix.